# Léo Thiers-Vidal
Léo Thiers-Vidal, (Tielt, 15 de diciembre de 1970 - Lyon, 12 de noviembre de 2007) fue un sociólogo, activista e investigador en la  Escuela Normal Superior de Lyon especializado en el estudio de las masculinidades. Fue el autor de una tesis que defendió en 2007 sobre la conciencia masculina de la dominación, titulada Del enemigo principal a los principales enemigos: Posición experimentada, subjetividad y conciencia masculina.

## Biografía

### Infancia y formación
Léo Thiers-Vidal nació el 15 de diciembre de 1970 en la provincia de Flandes Occidental (Bélgica). Estudió filosofía en Gante. En 2001, completó su diploma de postgrado (DEA) en estudios de género en las universidades de Lausana y de Ginebra. Declaró que fue durante esta etapa que tomó «conciencia de su posición sociopolítica, específica y estructural como hombre heterosexual y de sus implicaciones psicológicas, epistemológicas y sociológicas esenciales». Gracias a las herramientas que le proporcionó el feminismo materialista, se dio cuenta de hasta qué punto su «educación participativa en la dominación masculina (le) permite tener una percepción y acción misógina, herramientas de dominante y un sitio material privilegiado». Es esta descripción de la posición social opresiva y de la conciencia de dominación que comenzó a estudiar en su tesis de postgrado y que constituyó el tema de un artículo publicado en la revista Nouvelles Question Féministes.

## Teoría

### Tesis principal
El trabajo de Léo Thiers-Vidal forma parte del estudio de las masculinidades. Apoyándose en el feminismo materialista, intentó demostrar que existe una conciencia masculina de la dominación. Estudió el papel de la socialización masculina en la dominación masculina.

### Punto de vista sobre el masculinismo
Según Francis Dupuis-Déri, Léo Thiers-Vidal propuso una definición del masculinismo cercana al significado del término inglés. Definió el masculinismo como «produciendo o reproduciendo prácticas de opresión contra las mujeres desde la masculinidad, la posición experimentada de dominación según el eje de género». En esta perspectiva, el masculinismo aparece como una actitud de defensa o de ampliación de los privilegios del grupo masculino. Léo Thiers-Vidal buscó adoptar una posición antimasculinista desde una perspectiva de análisis crítica del masculinismo.

## Recepción

### Contribución a los estudios sobre la masculinidad
Según Valeria Ribeiro Corossacz, Léo Thiers-Vidal puso de relieve una tendencia de los estudios sobre la masculinidad que evitan abordar las relaciones entre los dos sexos y que se suelen centrar únicamente en los hombres y sus experiencias del mundo, sin referencia a las mujeres.

### Contribución a la definición del papel de los hombres profeministas en los movimientos feministas
Según Jean-Yves Le Talec, el trabajo de Léo Thiers-Vidal permite entender mejor cual puede ser el lugar de los investigadores masculinos para adherirse al feminismo y participar en su progreso.